# Pilosocereus diersianus

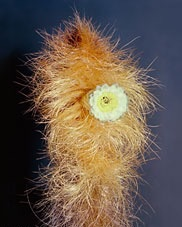
Pilosocereus diersianus in Blüte

Pilosocereus diersianus ist eine Pflanzenart in der Gattung Pilosocereus aus der Familie der Kakteengewächse (Cactaceae). Das Artepitheton ehrt den Kölner Botaniker und Kakteenspezialisten Lothar Diers.

## Beschreibung
Pilosocereus diersianus wächst strauchig, verzweigt oberhalb der Basis und erreicht Wuchshöhen von bis zu 2 Metern. Die aufrechten, grünen bis graugrünen Triebe weisen Durchmesser von 5 bis 9 Zentimetern auf. Es sind 19 bis 22 Rippen vorhanden. Die Dornen sind goldbraun bis graubraun. Die aufsteigenden 10 Mitteldornen sind 0,5 bis 6 Zentimeter lang. Die 10 bis 20 Randdornen sind ausgebreitet. Der blühfähige Teil der Triebe ist sehr deutlich ausgeprägt und befindet sich seitlich sowie in der Nähe der Triebspitze. Die Areolen sind dort mit weißen Haaren von zu 3 Zentimeter Länge und bis zu 10 Zentimeter langen Borsten besetzt.
Die kräftigen röhren- bis trichterförmigen Blüten sind 3,5 bis 5 Zentimeter lang und erreichen Durchmesser von 3 bis 3,5 Zentimetern. Die niedergedrückt kugelförmigen Früchte sind 2 bis 3 Zentimetern lang, reißen seitlich  auf und enthalten ein magentafarbenes Fruchtfleisch.

## Verbreitung, Systematik und Gefährdung
Pilosocereus diersianus ist in Brasilien im  Nordosten des Bundesstaates Goiás in Höhenlagen von 600 bis 700 Metern verbreitet.
Die Erstbeschreibung als Pseudopilocereus diersianus wurde 1981 von Eddie Esteves Pereira (* 1939) veröffentlicht. Pierre Josef Braun (* 1959) stellte die 1988 in die Gattung Pilosocereus.
In der Roten Liste gefährdeter Arten der IUCN wird die Art als „Critically Endangered (CR)“, d. h. als vom Aussterben bedroht geführt.

## Nachweise